# Qendër Skrapar
Qendër Skrapar is een plaats en voormalige gemeente in de stad (bashkia) Skrapar in de prefectuur Berat in Albanië. Sinds de gemeentelijke herindeling van 2015 doet Qendër Skrapar dienst als deelgemeente en is het een bestuurseenheid zonder verdere bestuurlijke bevoegdheden. De plaats telde bij de census van 2011 2.545 inwoners.